# Mattias Skjelmose
Mattias Skjelmose Jensen (Copenhague, 26 de septiembre de 2000) es un ciclista profesional danés que compite con el equipo Lidl-Trek.

## Trayectoria
Empezó su carrera en 2020 con el equipo Leopard Pro Cycling. Ese mismo año lo completó en el Trek-Segafredo como stagiaire antes de dar el salto definitivo en 2021. Logró finalizar en la sexta posición en el UAE Tour, su primera carrera del UCI WorldTour. La temporada siguiente la empezó con un mejor resultado, ya que terminó tercero en el Tour La Provence. Esa misma campaña tuvo la oportunidad de estrenarse en una Gran Vuelta, siendo seleccionado para participar en el Giro de Italia, y consiguió sus primeras victorias en un Tour de Luxemburgo en el que se llevó una etapa y la general final.
En 2023 sumó siete triunfos, la Vuelta a Suiza y el campeonato nacional en ruta como los más destacados, y se estrenó en el Tour de Francia. Al final de año se marcó como objetivos de cara al siguiente mejorar en las clásicas de las Ardenas, donde logró un segundo puesto en la Flecha Valona, y luchar por la Vuelta a España. En esta última prueba consiguió finalizar en quinta posición y subió al podio de Madrid como vencedor de la clasificación de los jóvenes.
El inicio de 2025 estuvo marcado por las caídas; tuvo que abandonar en la París-Niza cuando iba tercero en la general y en la última etapa de la Vuelta al País Vasco sufrió otra cuando peleaba por subir al podio. Consiguió imponerse en la Amstel Gold Race al superar en el esprint a Tadej Pogačar y Remco Evenepoel, pero tres días después en la Flecha Valona volvió a caerse y no terminó. Ganó la primera edición de la Clásica Andorra MoraBanc antes de acudir al Tour de Francia, prueba que no finalizó como consecuencia de una nueva caída en la decimocuarta etapa.

## Palmarés
2022
- 3.º en el Campeonato de Dinamarca Contrarreloj
- Tour de Luxemburgo, más 1 etapa

2023
- 1 etapa de la Estrella de Bessèges
- 1 etapa del Tour de los Alpes Marítimos y de Var
- Vuelta a Suiza, más 1 etapa
- 2.º en el Campeonato de Dinamarca Contrarreloj
- Campeonato de Dinamarca en Ruta
- 1 etapa de la Vuelta a Dinamarca
- Maryland Cycling Classic

2024
- 1 etapa de la París-Niza
- Campeonato de Dinamarca Contrarreloj
- Clasificación de los jóvenes de la Vuelta a España

2025
- Amstel Gold Race
- Clásica Andorra MoraBanc

## Resultados

### Grandes Vueltas
| Carrera | Carrera         | 2020 | 2021 | 2022 | 2023 | 2024 | 2025 |
| ------- | --------------- | ---- | ---- | ---- | ---- | ---- | ---- |
|         | Giro de Italia  | —    | —    | 40.º | —    | —    | —    |
|         | Tour de Francia | —    | —    | —    | 29.º | —    | Ab.  |
|         | Vuelta a España | —    | —    | —    | —    | 5.º  | —    |

### Vueltas menores
| Carrera | Carrera                | 2020 | 2021 | 2022 | 2023 | 2024 | 2025 |
| ------- | ---------------------- | ---- | ---- | ---- | ---- | ---- | ---- |
|         | París-Niza             | —    | —    | —    | Ab.  | 4.º  | Ab.  |
|         | Volta a Cataluña       | X    | 83.º | 16.º | —    | —    | —    |
|         | Vuelta al País Vasco   | X    | —    | —    | 17.º | 3.º  | 5.º  |
|         | Tour de Romandía       | X    | 15.º | —    | —    | —    | —    |
|         | Critérium del Dauphiné | —    | 21.º | —    | —    | —    | —    |
|         | Vuelta a Suiza         | X    | —    | —    | 1.º  | 3.º  | —    |

### Clásicas, Campeonatos y JJ. OO.
| Flecha Brabanzona       | Flecha Brabanzona       | 46.º | —    | —    | —    | —    | —    |    |    |
| Amstel Gold Race        | Amstel Gold Race        | X    | —    | —    | 8.º  | 17.º | 1.º  |    |    |
| Flecha Valona           | Flecha Valona           | —    | —    | 18.º | 2.º  | Ab.  | Ab.  |    |    |
|                         | Lieja-Bastoña-Lieja     | —    | —    | 66.º | 9.º  | 28.º | 39.º |    |    |
| Clásica San Sebastián   | Clásica San Sebastián   | X    | —    | 8.º  | —    | —    |      |    |    |
| Bretagne Classic        | Bretagne Classic        | —    | 41.º | —    | —    | —    |      |    |    |
| Gran Premio de Quebec   | Gran Premio de Quebec   | X    | X    | —    | 10.º | ―    |      |    |    |
| Gran Premio de Montreal | Gran Premio de Montreal | X    | X    | —    | 9.º  | ―    |      |    |    |
|                         | Giro de Lombardía       | —    | —    | Ab.  | —    | —    |      |    |    |
| JJ. OO. (Ruta)          | JJ. OO. (Ruta)          | X    | —    | ND   | ND   | 17.º | ND   | ND | ND |
| JJ. OO. (CRI)           | JJ. OO. (CRI)           | X    | —    | ND   | ND   | 14.º | ND   | ND | ND |
| Mundial en Ruta         | Mundial en Ruta         | —    | —    | 10.º | 14.º | Ab.  |      |    |    |
| Dinamarca en Ruta       | Dinamarca en Ruta       | 34.º | 10.º | 8.º  | 1.º  | 67.º |      |    |    |
| Dinamarca Contrarreloj  | Dinamarca Contrarreloj  | —    | 15.º | 3.º  | 2.º  | 1.º  |      |    |    |

—: no participa

Ab.: abandono

X: no se disputó

## Equipos
- Leopard Pro Cycling (2020)
- Trek-Segafredo (stagiaire) (2020)[1]
- Trek (2021-)
  - Trek-Segafredo (2021-2023)
  - Lidl-Trek (2023-)